# Elezioni europee del 2024 in Bulgaria
Le elezioni europee del 2024 in Bulgaria si sono tenute domenica 9 giugno, contemporaneamente alle elezioni parlamentari di giugno, per eleggere i 17 membri del Parlamento europeo spettanti alla Bulgaria.

## Sistema elettorale
Per le elezioni europee, la legge elettorale bulgara prevede l’applicazione, all’interno di un'unica circoscrizione nazionale, di un sistema elettorale a base proporzionale con liste semi-aperte ed una soglia di sbarramento pari a {\displaystyle 1/17} dei voti validi (~ 5,69%). Il calcolo è effettuato dividendo il numero di voti validi per il numero di seggi spettanti al paese.
Le preferenze sono in seguito tradotte in seggi secondo il metodo del quoziente e dei più alti resti. Si noti, poi, la presenza di una opzione di scelta denominata “Nessuno dei precedenti”.
Tutte le persone che hanno la cittadinanza bulgara ed una residenza principale in Bulgaria, i cittadini bulgari non residenti in Bulgaria (c.d. “bulgari all'estero”) e altri cittadini dell'Unione (se la loro residenza principale è in Bulgaria) hanno diritto di voto alle elezioni europee nel paese.
L’esercizio attivo del diritto è ammesso dai 18 anni in su, compresi coloro che compiono tale età entro il giorno delle elezioni, al più tardi. La registrazione al voto è attuata d’ufficio in base alla residenza.
L’esercizio del diritto di candidarsi è ammesso per tutte le persone che hanno diritto di voto e hanno raggiunto l'età di 21 anni il giorno delle elezioni.
Non è ammesso il voto per posta, né il voto per procura e né il voto elettronico. Il voto è obbligatorio, ma un suo mancato esercizio non è sanzionato.

## Risultati
| Liste                  | Liste | Partito Europeo        | Gruppo                 | Voti      | %     | Seggi   |
| ---------------------- | --- | ---------------------- | ---------------------- | --------- | ----- | ------- |
|                        | Cittadini per lo Sviluppo Europeo della Bulgaria-Unione delle Forze Democratiche (GERB-SDS) • Cittadini per lo Sviluppo Europeo della Bulgaria (GERB) • Unione delle Forze Democratiche (SDS) | PPE                    | PPE                    | 474.059   | 23,55 | 5 4 1   |
|                        | Movimento per i Diritti e le Libertà (DPS/HÖH) | ALDE                   | RE                     | 295.092   | 14,66 | 3       |
|                        | Continuiamo il Cambiamento - Bulgaria Democratica (PP-DB) • Continuiamo il Cambiamento (PP) • Bulgaria Democratica (DB) • Volt Bulgaria (Volt)                                                | – Volt                 | RE PPE –               | 290.865   | 14,45 | 3 2 1 – |
|                        | Rinascita (V) | –                      | ESN                    | 281.434   | 13,98 | 3       |
|                        | Partito Socialista Bulgaro (BSP) | PSE                    | S&D                    | 141.178   | 7,01  | 2       |
|                        | C'è un Popolo come Questo (ITN) | –                      | ECR                    | 121.572   | 6,04  | 1       |
|                        | Grandezza (VEL) | –                      | –                      | 81.955    | 4,07  | –       |
|                        | Altri (<2,55%) | –                      | –                      | 263.095   | 16,24 | –       |
| Totale                 | Totale | Totale                 | Totale                 | 1.949.250 | 100   | 17      |
| Nessuno dei precedenti | Nessuno dei precedenti | Nessuno dei precedenti | Nessuno dei precedenti | 63.810    | 3,17  |         |
| Voti non validi        | Voti non validi | Voti non validi        | Voti non validi        | 61.029    | 3,03  |         |
| Votanti                | Votanti | Votanti                | Votanti                | 2.074.220 | 33,78 |         |
| Elettori               | Elettori | Elettori               | Elettori               | 6.292.028 |       |         |